# Kreuz Lübeck
Het Kreuz Lübeck is een knooppunt in de Duitse deelstaat Sleeswijk-Holstein.
Op dit knooppunt kruist de A20 Bad Segeberg-Kreuz Uckermark (Ostseeautobahn) de A1 Heiligenhafen-Saarbrücken.

## Geografie
Het knooppunt ligt in de gemeente Hamberge in de Kreis Stormarn op de gemeentegrens met de stad Lübeck waarnaar het genoemd is.
Nabijgelegen dorpen zijn Wesenberg und Badendorf.
Nabijgelegen stadsdelen of wijken zijn Hansfelde van Hanberge en Schönböcken, Buntekuh en Moisling van Lübeck.
Het knooppunt ligt ongeveer 5 km ten zuidwesten van het centrum van Lübeck, ongeveer 60 km ten noordwesten van Schwerin en ongeveer 55 km ten noordoosten van Hamburg.

## Geschiedenis
Op 18 december 2001 werd het knooppunt, vanwege het ontbreken van de A20-noordwest geopend als een half klaverbladknooppunt. Toen dit gedeelte geopend werd op 28 juli 2009 was het knooppunt volledig in gebruik.

## Configuratie
Rijstrook
Nabij het knooppunt heeft de A1 2x3 rijstroken en de A 20 heeft 2x2 rijstroken.
Alle directe verbindingswegen hebben twee rijstroken, alle klaverblad lussen hebben één rijstrook.
Knooppunt
Het is een klaverbladknooppunt met rangeerbanen langs beide snelwegen.

## Verkeersintensiteiten
Dagelijks passeren ongeveer 83.000 voertuigen het knooppunt.
| Van                      | Naar                   | Gemiddeld aantal voertuigen per dag | Percentage vrachtverkeer |
| ------------------------ | ---------------------- | ----------------------------------- | ------------------------ |
| AS Lübeck-Moisling (A 1) | AK Lübeck              | 53.100                              | 13,0 %                   |
| AK Lübeck                | AS Reinfeld (A 1)      | 58.200                              | 13,1 %                   |
| AS Mönkhagen (A 20)      | AK Lübeck              | 13.100                              | 11,6 %                   |
| AK Lübeck                | AS Lübeck-Genin (A 20) | 41.000                              | 9,3 %                    |

## Richtingen knooppunt
| Aansluitende wegen                         | Aansluitende wegen | Aansluitende wegen | Aansluitende wegen | Aansluitende wegen                                                             |
| ------------------------------------------ | ------------------ | ------------------ | ------------------ | ------------------------------------------------------------------------------ |
| richting Mönkhagen / Bad Segeberg Kiel A21 |                    |                    |                    | richting Lübeck-Moisling / -Zentrum -Travemünde A226 Fehmarn / Puttgarden (DK) |
|                                            |                    |                    |                    |                                                                                |
|                                            |                    |                    |                    |                                                                                |
|                                            |                    |                    |                    |                                                                                |
| richting Reinfeld / Hamburg                |                    |                    |                    | richting Lübeck-Genin / Luchthaven Lübeck Rostock / Berlijn A14                |